# Castelo de Hauterive

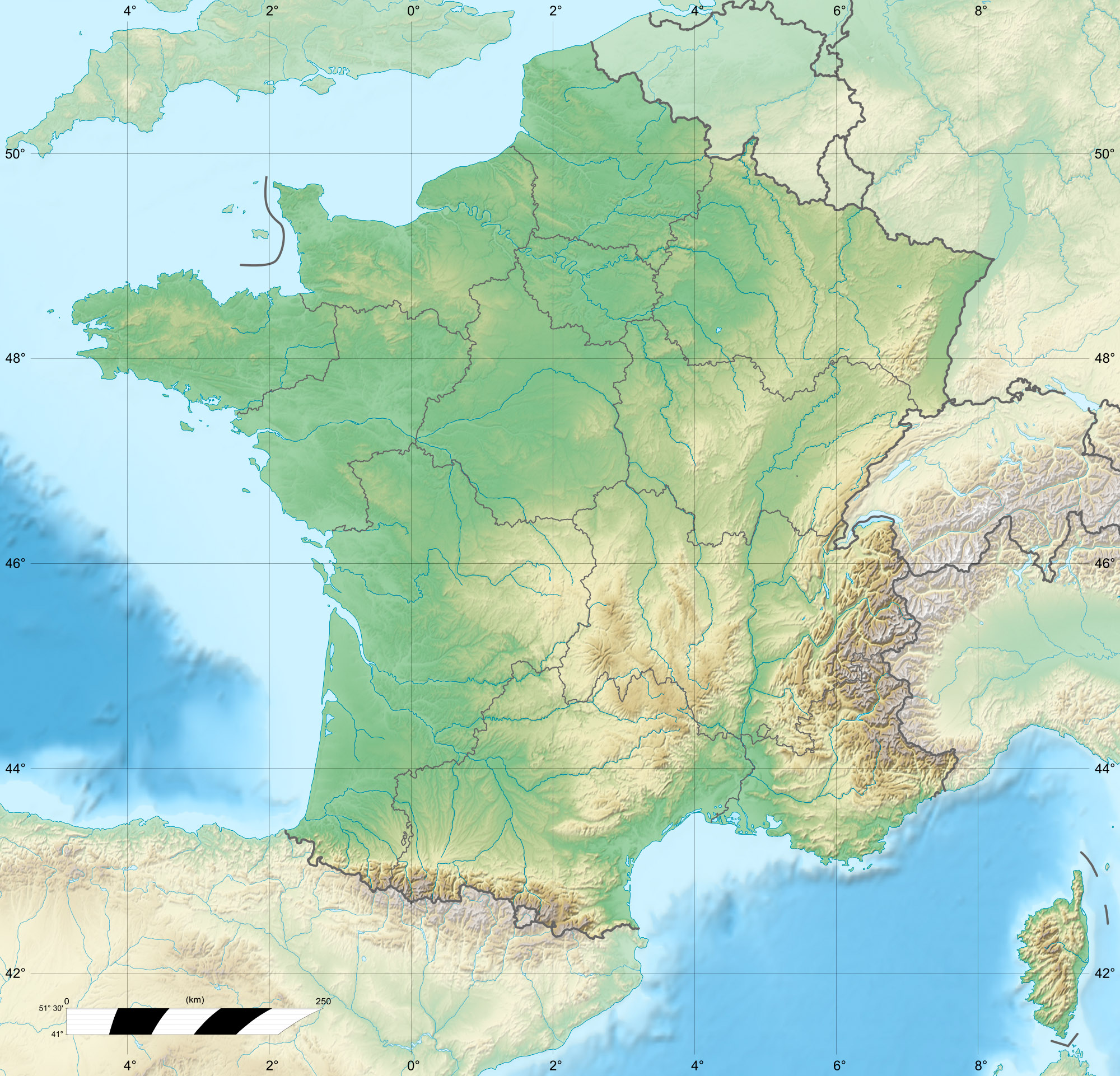
Localização de Argentré, povoado onde localiza-se o castelo.

O Castelo de Hauterive (em francês: Château d'Hauterive) é um castelo localizado em Argentré, no departamento de Mayenne. Está sujeito ao registo dos termos de monumentos históricos, assinado em 13 de março de 1989.